# Universitat d'Abidjan
La Universitat d'Avidjan o Félix-Houphouët-Boigny és una universitat de Costa d'Ivori fundada el 1964, establerta en un campus de 200 hectàrees situat al cor del municipi de Cocody, a Abidjan. La universitat va ser, als anys 70 i 80, molt destacada a Àfrica Occidental francòfona per les seves nombroses facultats. Tancada després de la crisi postelectoral, va reobrir el setembre del 2012. Va ser acusada d'estar mal gestionada, mancada de recursos materials i d'espai i que no s'hi havia invertit res des de la inauguració, el que havia comportat la degradació de les instal·lacions.